# Der Streit um den Sergeanten Grischa

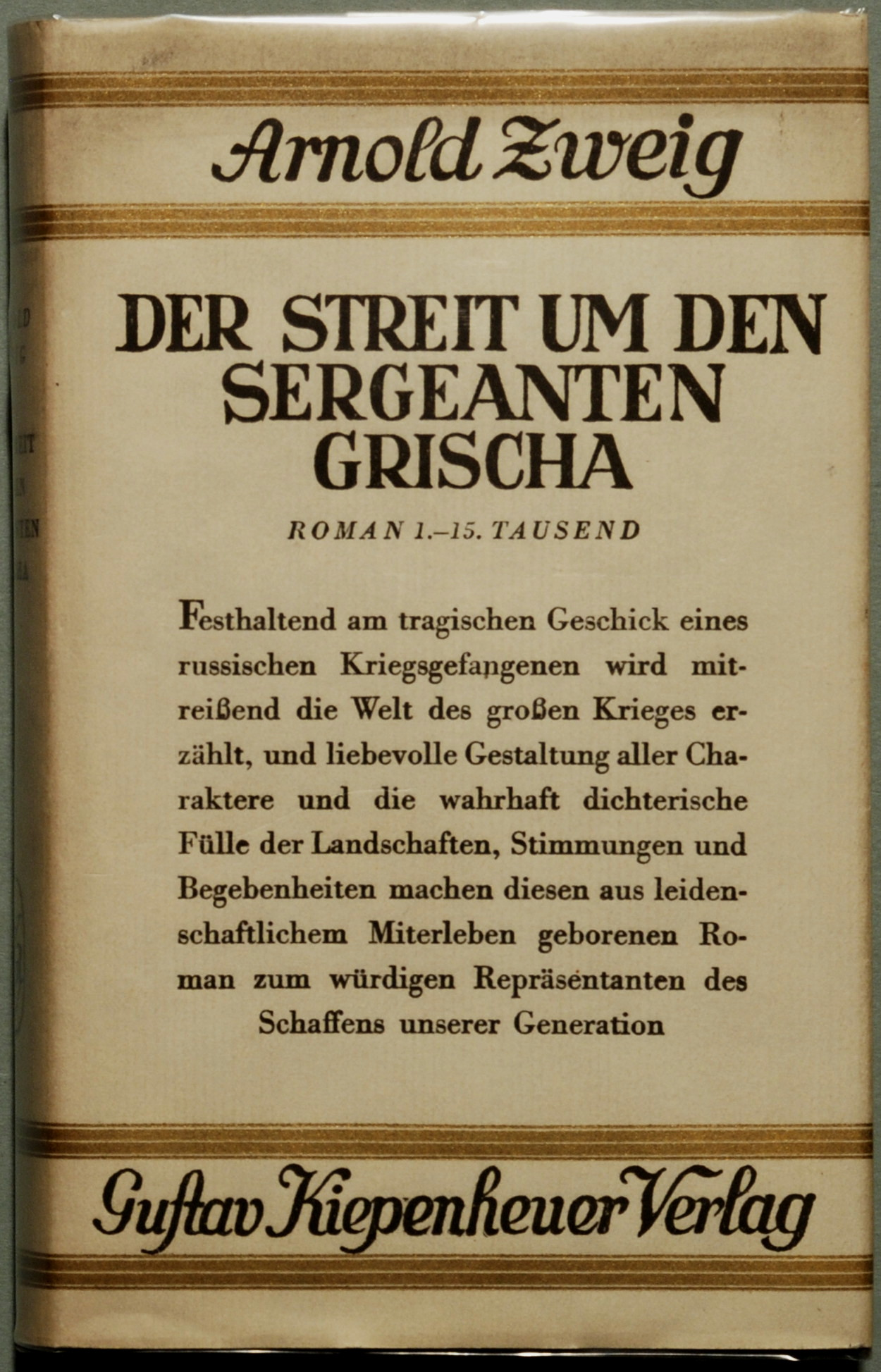
Umschlag der Erstausgabe von 1927

Der Streit um den Sergeanten Grischa ist der Titel eines 1927 im Gustav Kiepenheuer Verlag in Potsdam erschienenen Romans des Autors Arnold Zweig; die englische Erstausgabe erschien 1928.
Der Roman ist Teil von Zweigs unvollendetem Romanzyklus Der große Krieg der weißen Männer.

## Überblick über die Haupthandlung
Ausgehend vom Prozess gegen den russischen Kriegsgefangenen Grischa zeichnet der Autor ein breites Bild von der gesellschaftlichen und kriegstechnischen Zeitenwende in Europa, der Struktur der preußischen Armee mit Kompetenzstreitigkeiten, dem wieder aufflammenden Krieg an der Ostfront 1917 und den Eroberungsplänen des Generalstabs im Gegensatz zur Friedenssehnsucht der einfachen Soldaten.
Der russische Soldat Grigorij Iljitsch Paprotkin, genannt Grischa, befindet sich in deutscher Kriegsgefangenschaft im Gebiet der Militärverwaltung Ober Ost. Um seine Frau und seine neugeborene Tochter zu sehen, flieht er Anfang 1917 aus dem Gefangenenlager. Auf seinem Weg in Richtung Heimat trifft er auf eine Gruppe Partisanen unter der Führung der jungen Babka. Diese gibt ihm den Rat, wenn er von den Deutschen ergriffen werden sollte, sich als der russische Deserteur Bjuschew auszugeben. Doch dies stellt sich als tödlicher Fehler heraus. Bjuschew soll hingerichtet werden, da laut einem Erlass des Generals Albert Schieffenzahn jeder russische Deserteur, der sich länger als drei Tage hinter der deutschen Front aufhält, ohne sich in Gefangenschaft zu begeben, als Spion behandelt wird. Als Grischa dies erkennt, gibt er sich als der entflohene Häftling zu erkennen, der er tatsächlich ist. Aber selbst als er seine wahre Identität eindeutig nachweisen kann, kann ihm das nicht mehr helfen. General von Lychow, Paul Winfried (Lychows Neffe und Adjutant) und von Lychows jüdischer Kriegsgerichtsrat Posnanski versuchen, Grischa zu retten. Auch Babka, die ein Kind von Grischa erwartet, plant seine Rettung. Auf Befehl von General Schieffenzahn wird Grischa schließlich hingerichtet.

## Inhalt

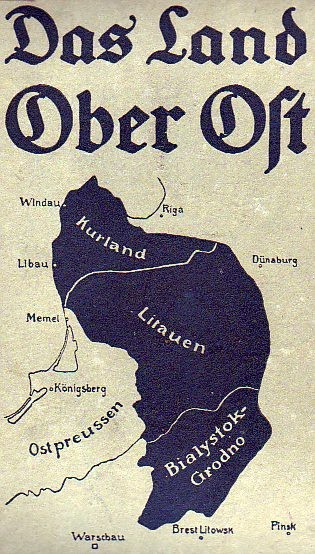
Das Besatzungsgebiet „Oberbefehlshaber Ost“

Der Handlungsverlauf ist in sieben Bücher gegliedert:
- Erstes Buch: Babka

- Zweites Buch: Von Lychow, Exzellenz

- Drittes Buch: Schieffenzahn, Generalmajor

- Viertes Buch: Fülle der Zeit

- Fünftes Buch: Vergeltung

- Sechstes Buch: Die Retter

- Letztes Buch: Grischa allein

### Grischas Flucht (1. Buch)
Das erste Buch erzählt die Flucht des russischen Kriegsgefangenen Grischa Iljitsch Paprotkin im März 1917 aus dem Sägewerk-Waldlager Nawarischkij in der Nähe von Augustowo im heutigen Ostpolen (Buch I, Kapitel 2). Dort hat er 16 Monate als Holzfäller gearbeitet (I, 1). Nachdem ihn Nachrichten von einer Revolution in Russland und Gerüchte über einen baldigen Frieden erreichen, beschließt er, auszubrechen und über die Grenze zu seiner Frau Marfa Iwanowna und der kleinen Tochter Jelisawjeta nach Wologda zu fliehen, wo er vor dem Krieg Vorarbeiter in einer Seidenfabrik war. Dazu hat er beim Beladen eines Waggons mit Holzbrettern eine Lücke gelassen, schlüpft nachts in die Höhle und fährt mit dem Holztransport, wie er vermutet, nach Osten, wo die Bretter für den Ausbau der Unterstände an der Front gebraucht werden. Nach 4-tägiger Eisenbahnfahrt verlässt er sein Versteck und merkt, dass er im Gouvernement Grodno in der Nähe der Polizeistation Cholno, fern der Demarkationslinie, mitten in der von den Deutschen besetzten Zone „Ober Ost“, gelandet ist (I, 3). Er muss sich vor deutschen Patrouillen verstecken, die das Waldgebiet nach Partisanen durchsuchen, stößt auf eine solche Bande von „Vogelfreien“ und schließt sich ihr an (I, 4). Der Trupp von Einheimischen und versprengten russischen Soldaten wird von Anna Kyrillowna, einer jungen Litauerin, geleitet, deren Brüder und Vater wegen unerlaubten Waffenbesitzes von den Deutschen erschossen wurden. Wegen ihrer Verkleidung als alte Frau wird sie „Babka“ (Großmutter) genannt. Die Bande verdient ihren Lebensunterhalt mit Baumfällen und dem Verkauf des Holzes an den Grafen Maurawiew und kämpft gegen den Wald durchkämmende deutsche Soldaten. Babka sucht sich unter den jungen Männern ihres Verbandes ihre Geliebten aus. Jetzt wird Grischa ihr Auserwählter (I, 5). Als er im Frühling von zunehmendem Heimweh ergriffen wird, trennen sie sich. Babka gibt ihm die Kleider und die Erkennungsmarke ihres früheren Freundes Ilja Pawlowitsch Bjuschew, eines desertierten russischen Soldaten aus Antokol, der vor einiger Zeit bei ihnen gestorben ist, und er setzt seine Flucht mit neuer Identität fort, zuerst mit zwei Flößern auf der Wilja, dann zu Fuß entlang des Flusses Njemen aufwärts (I, 6). In der fiktiven kleinen Stadt Merwinsk wird er Ende April von deutschen Soldaten aufgegriffen und gefangen genommen (II, 1).

### Die Verurteilung Grischas (2. Buch)
Vom zweiten Buch an wechseln die Handlungsorte in die von den Deutschen besetzte Provinz Grodno-Bialystok. Für Grischas Fall ist das Kriegsgericht der Division von Lychow zuständig. Grischa sagt beim ersten Verhör aus, er sei der russische Überläufer Bjuschew, dessen Erkennungsmarke er trägt. Nach einer neuen Verordnung wird der geheime Aufenthalt eines russischen Soldaten im besetzten Gebiet als Spionage bewertet und mit dem Tod bestraft (II, 4). Nach der Verkündigung des Urteils am 4. Mai legt Grischa seine wahre Identität und seine Flucht aus dem Waldlager offen. Über eine Kontaktadresse, den Vater des Bandenmitglieds Fedjuschka Weressejew, informiert er Babka über seine Situation und hofft auf ihre Hilfe und eine Aussage über den Namentausch (II, 7).
Die Vollstreckung des Urteils wird aufgehoben, nachdem sowohl die Nachforschungen in Nawarischkij als auch eine Gegenüberstellung mit zwei Wärtern am 13. Mai die Aussagen Grischas bestätigen (II; 7). Nun muss sein Fall von der obersten Justizabteilung in Bialystok neu bewertet und an das zuständige Gericht überwiesen werden. Der Divisionsgeneral von Lychow, sein Gerichtsrat Posnanski und ihr Stab sympathisieren mit Grischa und hoffen auf eine Aufhebung des Todesurteils.

### Die Kommandostrukturen und der Streit um die Zuständigkeit (2.–4. Buch)
Am Beispiel der Garnison in Merwinsk beschreibt der Erzähler den Alltag der Menschen: die Friedenssehnsucht der Soldaten in der Etappe, den Militärapparat mit seinen komplizierten Kommandostrukturen, was zu Kompetenzstreitigkeiten zwischen dem Ortskommandanten Rittmeister von Brettschneider (IV, 7) und dem Divisionsbefehlshaber Otto von Lychow (II, 2) und ihren Stäben führt, sowie den gesellschaftlichen Unterschied zwischen den in gut ausgestatteten Privathäusern untergebrachten adligen Offizieren und den auf Gehorsam und Disziplin gedrillten Soldaten aus dem einfachen Volk in ihren Mannschaftsquartieren. Allen übergeordnet ist das Heeresoberkommando des Generalmajors Albert Schieffenzahn in Bialystok, der mit immer neuen und schärferen Verordnungen die Zucht und Ordnung aufrechterhalten will. Dazu treten persönliche Spannungen zwischen dem beim Kaiser angesehenen „Soldatenvater“ Lychow, der seine Truppe oft in ihren Stellungen besucht und sich um ihre Versorgung kümmert (II, 2), und dem kalt rechnenden, hart durchgreifenden Oberbefehlshaber Schieffenzahn (III, 3). In dessen Hauptquartier behandelt man Lychows Vorschläge formal korrekt, nimmt sie jedoch nicht ernst.
Innerhalb dieses komplexen Systems suchen sich die Soldaten ihre mehr oder weniger von den Vorgesetzten tolerierten Freiräume, v. a. die höheren Ränge richten sich neben dem Dienst ein Privatleben ein. Kriegsgerichtsrat Dr. Posnanski (II, 3), der wie sein Schreiber die ungerechten Strukturen und Gesetze durchschaut, aber sich als Jurist daran halten muss, nimmt in sein Büro den jüdischen Literaten Werner Bertin als Schreiber auf und protegiert ihn. In der Atmosphäre aus Todesbedrohung und Lebenslust entwickeln sich Liebesbeziehungen ohne Zukunftsperspektive zwischen Krankenschwestern und Soldaten (II, 5, 6), z. B. ist Sophie von Gorse in den Dichter Bertin verliebt und von seiner politischen Einstellung angetan. Dieser hat als einfacher Landsturmmann z. Zt. keinen Anspruch auf Urlaub. Über ihre Freundin Bärbe Osann, die eine Beziehung mit Oberleutnant Paul Winfried, dem Neffen und Adjutanten Lychows, hat, erreicht sie für ihren Freund eine Dienstreise zum Hauptquartier in Bialystok, um die Akte Bjuschew zu überbringen, verknüpft mit einem viertägigen Urlaub bei seiner Frau Lenore in Berlin. In ihren privaten Gesprächen üben Posnanski und Bertin offen Systemkritik und haben Verständnis für die Umgehung der Dienstwege: „Das Recht auf Schwindel gehört zu den unveräußerlichen Menschenrechten“. Der Gerichtsrat hat schon oft erlebt, dass es keine Gerechtigkeit gibt und das Schicksal der Menschen von Zufällen („Zufall, erhabener Regisseur!“) und willkürlichen, der momentanen Situation geschuldeten Verordnungen bestimmt wird. So will das Hauptquartier mit dem Spionageparagraphen eigentlich die deutschen Soldaten vor der Fahnenflucht warnen. Bertin überzeugt Sophie von seinen rebellischen Gedanken gegen die Ständeordnung und die Bevormundung der unteren Klassen, in der er die Ursache allen Übels sieht: „[I]ch hasse und verachte das Vorgesetztentum in der Welt. Es ist an allem Barbarischen schuld seit vielen tausend Jahren. Es ist das Prinzip des Bösen, das Prinzip der blöden Väter, die mit ihrer Menschlichkeit allein nicht auskommen und der Gewalt bedürfen, um sich zu behaupten, das Prinzip der wahnsinnigen Greise, die heute Europa zugrunde richten.“
Im Zusammenhang mit dem Weg der Akte „Bjuschew – Paprotkin“ und der Entscheidung der obersten Justizabteilung beschreibt der Erzähler den Verwaltungsapparat und die Zuständigkeit der einzelnen Organe sowie die bereits im zweiten Buch erwähnte Rivalität zwischen den drei Militärbereichen Kommandantur, Kampfdivision und Oberkommando. Im Zentrum steht die Charakterisierung des Generalmajors, der als genialer Organisator und machthungriger Kriegstreiber gezeichnet wird (III, 3). Er baut in der besetzten Zone preußische Strukturen auf, z. B. für Verwaltung, Verkehr, wirtschaftliche Nutzung der Ressourcen, Schulen, medizinische Versorgung, und will damit den Anschluss des Gebietes und anderer noch zu erobernder Teile Russlands bis zur Krim an das Deutsche Reich und ihre Germanisierung vorbereiten. Die polnisch-litauisch-jüdische Bevölkerung betrachtet er v. a. als untergeordnete Arbeitskräfte: „Ihm war vollständig klar, die Rolle der Deutschen auf der Erde habe erst begonnen; als das vorbestimmte Volk der Herrschaft, Schöpferlichkeit, Höherzüchtung standen sie in seinem Denkfeld.“ Er plant die innenpolitischen Konflikte Russlands auszunutzen und die Front weiter nach Norden und Osten zu verschieben. Mit Blick auf die Realisierung seiner Ziele spinnt er ein Netz mit Vertretern der Flottenleitung und deutschen Parlamentariern, z. B. dem Konzernchef der rheinischen Schwerindustrie Schilles, um die Friedenspartei, die zur Rückgabe besetzter Gebiete bereit wäre, zu bekämpfen. Auch in diesem Punkt hat Lychow andere Vorstellungen. Er fürchtet, dass der preußische Staat durch diese Erweiterungen mit dem Vielvölkergemisch verwässert würde und überfordert wäre (IV. 7).
In einer Zufallskette gerät die Akte Grischas in die Hände Schieffenzahns: In ihrem Kokettierspiel mit dem sie umwerbenden Landgerichtsrats Wilhelmi entnimmt das attraktive Bürofräulein Emilie Paus willkürlich einem Aktenstoß die Mappe Grischas und legt sie auf den Schreibtisch ihres Chefs. Dieser erfährt dadurch von dem Fall und erzählt in der Mittagspause im Kasino seinen zufälligen Tischgenossen Schieffenzahn und Schilles die „drollige“ Anekdote des russischen Deserteurs. Der Generalmajor zieht sofort die Sache an sich, um ein Zeichen für die Disziplinierung zu setzen (III, 3).
Am 4. August, dem Jahrestag der britischen Kriegserklärung an Deutschland, veranstaltet die Division Lychow ein „Herrenfest“ mit reichhaltigem Mittagessen, Kaffee und Kuchen und viel Alkohol, Unterhaltung, Spiele und Tanz mit den Krankenschwestern (IV, 2). Die Offiziere politisieren, schwärmen vom preußischen Sieg und phantasieren von einem weltweiten Kolonialreich. Getrübt wird die ausgelassene Feier von zwei Ereignissen. Erstens trifft die Nachricht ein, die Gerichtsbehörde in Bialystok bestätige das Todesurteil aus militärpolitischen, disziplinarischen Gründen und um die Autorität der ersten Rechtsprechung zu stützen. Das Urteil sei von der Kommandantur zu vollstrecken. Die Identität des Russen wird als irrelevant betrachtet. Lychow ist über diese Argumentation und über den Eingriff in seine Zuständigkeit empört und telefoniert in dieser Angelegenheit mit Landgerichtsrat Wilhelmi (IV, 3). Zweitens kommt es bei dem Fest zu einem Eklat durch den betrunkenen österreichischen Grafen Dubna-Trencsin, der den Preußen Militarismus und Kriegstreiberei vorwirft und ihnen die Schuld gibt an der großen Zahl der Toten. In dieser Entgleisung spiegelt sich auch die Stimmung der einfachen Soldaten, die in Armierungs- oder Infanterie-Bataillons die Hauptlast des Krieges mit geringsten Überlebenschancen zu tragen haben. Nach einiger Zeit der Waffenruhe nehmen die kriegerischen Aktionen an der Ostfront wieder zu und die Hoffnung der Soldaten auf Friedensverhandlungen und eine Rückkehr zu ihren Familien erfüllen sich nicht. Bei einigen wächst die Unzufriedenheit und sie geben die Schuld den oberen Militärs und ihren Eroberungsphantasien und ihrer Ablehnung, besetzte Gebiete wieder zurückzugeben (IV, 5). Von Lychow sieht das ähnlich und schreibt an seine Freunde in Berlin, sie sollten den Kaiser über die militärische Situation und die Kriegsmüdigkeit der Soldaten informieren (IV, 6).

### Rettungsversuche (4.–7. Buch)
Durch den Streit um die Zuständigkeit zwischen den Gerichtsräten Lychows und Schieffenzahns zieht sich die Entscheidung bis Ende Oktober hin. Das Oberkommando fordert den Vollzug der Hinrichtung. Der Divisionsgerichtsrat leitet jedoch die Akte nicht weiter an die ausführende Kommandantur. Um den Fall in seinem Sinn zu klären, will Lychow seine Fahrt in den Heimaturlaub in Bresk-Litows unterbrechen und Schieffenzahn in seinem neuen Hauptquartier persönlich aufsuchen (IV, 7). In diesem Gespräch kommt es ausgehend von der Frage der Zuständigkeit zu einer Grundsatzdebatte über Recht und Ordnung im Krieg (V, 1). Während Schieffenzahn der Erhaltung der politischen Macht die Priorität einräumt, ein Exempel für die Aufrechterhaltung der Disziplin in den neuen Kämpfen im Osten für die kriegsmüden deutschen Soldaten statuieren will und ihm das Leben eines Einzelnen bei der großen Zahl der Toten nichts bedeutet („nichts sei gleichgültiger in einem so großen Zusammenhange als die Haarspalterei über Recht und Unrecht. […] Der Staat schafft das Recht, der einzelne ist eine Laus.“), steht für Lychow das Rechtsverständnis des Staates und des Militärs und damit das Rechtsgefühl des Volkes als Abbild der himmlischen Gerechtigkeit auf dem Spiel: „Rechttun erhält die Staaten […] und das allein gibt dem Leben Schmalz und Tunke. Wo aber der Staat anfängt, unrecht zu tun, ist er selber verworfen und niedergelegt. […] Wo sie nicht mehr dem Geiste Gottes dienen, krachen sie zusammen wie Kartenhäuser, wenn der Wind der Vorsehung sie anbläst. Ich aber, Herr General Schieffenzahn, weiß, dass Rechttun und Auf-Gott-Vertrauen die Säulen Preußens gewesen sind.“ Beide Positionen stehen einander diametral gegenüber. Als Schieffenzahn Lychow mitteilt, er habe dem Ortskommandanten bereits den Befehl zur Hinrichtung gegeben, denkt dieser zuerst daran, nach Merwinsk zurückzureisen und die Ausführung zu verhindern. Doch er will es als preußischer General nicht zu einer offenen Konfrontation der Division mit der vom Hauptquartier gestützten Kommandantur kommen lassen, und so gibt er auf. Am Martinstag (11. November) erreicht ihn auf seinem Gutshof Hohenlychow ein Brief Winfrieds mit einem Bericht über die Vollstreckung. Aus Ärger darüber bittet er seinen alten Freund Friderici, als Mitglied des Militärkabinetts seiner Majestät den Eingriff in seine Gerichtsbarkeit vorzutragen. Der Kaiser ist zwar über Schieffenzahn verärgert, greift den Fall aber nicht auf und belässt es bei einer Rüge (VII, 6).
Schieffenzahn kann nach dem Gespräch mit Lychow seinen Sieg nicht genießen. In der Nacht hat er Alpträume von seiner Kindheit (V, 2). Er litt als begabter Müllersohn in der Schule und der Kadettenanstalt unter den Demütigungen der Söhne der Landjunker, denen gegenüber er auch nach seinem Aufstieg zum Generalmajor Minderwertigkeitskomplexe hat. Deshalb hat er nach dem für ihn erfolgreichen Streit mit Lychow kein Siegesgefühl und lässt seinen Feldwebel ein Telefongespräch mit dem Ortskommandanten von Merwinsk anmelden, um seinen Befehl zu widerrufen. Wegen einsetzenden Schneefalls ist jedoch die Leitung unterbrochen. Später, nach Wiederherstellung der Verbindung, hat er den Fall bereits vergessen, und so bleibt es bei der Anordnung der Hinrichtung (VI, 1).
Zeitlich parallel verlaufen die Rettungsversuche Babkas und der Divisionsleitung. Seit April (IV, 1.) besucht die schwangere Babka den Vater ihres Kindes. Sie ist auf seine Nachricht hin, als alte Bauersfrau verkleidet, nach Merwinsk gekommen und wird zum Beerenverkauf ins Gefängnis eingelassen. Sie fühlt sich für den Bjuschew-Rollenwechsel verantwortlich und versucht Grischa zur Flucht zu überreden. Dazu will sie die Wachmannschaft mit einem Kräutertrank betäuben (IV, 4). Sie glaubt nicht, dass das Verfahren neu aufgenommen wird, und argumentiert, er habe nichts zu verlieren. Doch ihm ist das Risiko zu groß, zumal er auf die Aufhebung des Todesurteils hofft.
Auch Winfried und Posnanski vertrauen darauf, dass Schieffenzahn der Autorität Lychows im persönlichen Gespräch nachgibt. Nach dem telegrafischen Eintreffen des Hinrichtungsbefehls in Merwinsk errechnet Winfried, dass Schieffenzahn das Telegramm kurz vor dem Gespräch mit Lychow abgesandt hat. Er ist von der baldigen Rücknahme des Befehls überzeugt und versucht bei der Ortskommandantur einen Aufschub des Vollzugs zu erreichen, doch vergeblich. Als er und seine Freunde, Posnanski, Bertin, Bärbe und Sophie, von der Unterbrechung der Leitungen durch den Schneesturm hören, haben sie keine Hoffnung mehr, auf legalem Weg die Erschießung zu verhindern (V, 4) und planen eine Entführung Grischas (VI, 2). Für Winfried geht es um das Prinzip der Gerechtigkeit und höheren Moral zugleich: „Um Deutschland geht es uns […] dass in dem Land, dessen Rock wir tragen und für dessen Sache wir in Dreck und Elend zu verrecken bereit sind, Recht richtig und Gerechtigkeit der Ordnung nach gewogen werde. Dass dieses geliebte Land nicht verkomme, während es zu steigen glaubt. Dass unsere Mutter Deutschland nicht auf die falsche Seite der Welt gerate. Denn wer das Recht verlässt, der ist erledigt.“ Für Sophie verbindet sich diese Auffassung mit der göttlichen Ordnung: „Rechttun spricht ihr dringlichst zu Herzen, nicht weil es sich um Länder und Menschen handelt, sondern weil die Seele, die in ihr pocht, und das Göttliche, mit dem sie sich erzogen hat, nicht atmen kann dort, so Unrecht obenauf ist. Den Unschuldigen und Gerechten sollst du nicht erwürgen […] denn ich lasse den Gottlosen nicht recht behalten. Die Gräuel einer heidnischen Welt bedrängen ihr Herz.“ Posnanski relativiert die Befürchtungen seiner Freunde: „Deutschland? […] Wer hoch steigt, ist ein gemischtes Wesen, trampelt auf seiner Seele herum und sinkt innerlich. Deutschland an Macht geht auf wie Napfkuchen, Deutschland als Sittlichkeit schrumpft ein zur Fadendünne? […] Erst wenn der Faden risse, wenn Rechtlosigkeit als Zustand allgemeine Billigung und ein Siegerbehagen fände, sähe es etwas schlimmer aus. Aber da werden immer Leute sein, die ihre Hand zwischenlegen. So kleine Cliquen wie wir hier.“
Während Winfried die Entführung vorbereitet, unternimmt Posnanski einen letzten Versuch und spricht beim Ortskommandanten vor (V, 3). Rittmeister Fritz von Brettschneider empfängt seinen Besucher freundlich gelassen und erzählt ihm erst einmal, dass der Landjunker von Lychow mit seinem alten Adelstitel ihn mehrmals auf verletzende Weise hat spüren lassen, dass sie nicht ebenbürtig sind, denn sein Adel ist neu und erst seinem Vater, dem Inhaber eines Walzwerks in Münster, verliehen worden. Brettschneider ist jedoch von der Überlegenheit des Industriekapitals gegenüber dem Grund-und-Boden-Kapital überzeugt. Obwohl er Lychow also keinen Gefallen schuldig ist, geht er großzügig auf Posnanskis Bitte ein, die Hinrichtung aufzuschieben, bis eine Telegrafenverbindung zum Hauptquartier wieder hergestellt ist und der von Posnanski angekündigte Widerruf des Befehls eintrifft. Wenn allerdings keine Nachricht komme, werde Grischa erschossen werden.
Als Termin der Exekution wird der 2. November (Allerseelen) festgesetzt. Die Stimmung der Wachmannschaft, die damit rechnet, mit der Ausführung beauftragt zu werden, ist getrübt und man hat Mitleid mit Grischa. Er erhält am Tag vor der Hinrichtung ein Festessen und darf dazu Babka und Täwje einladen. Babka versucht noch einmal, ihn zur Flucht zu überreden (VI, 5). Sie will mit einem Gifttrank die Wächter betäuben, ihn zuerst mit Hilfe von Fedjuschka Weressejews Vater für einige Tage unter dem Altar der Stadtkirche verstecken, dann mit ihm durch die Wälder nach Wilna fliehen und dort untertauchen. Doch Grischa sieht darin nur eine andere Form der Gefangenschaft, da er keine Hoffnung auf ein Ende des Krieges und auf ein Zusammenleben mit seinen beiden Frauen und ihren Kindern hat. Aus demselben Grund lehnt er auch das Angebot Winfrieds ab, ihn aus dem Gefängnis herauszuschmuggeln und ihn bis zur Rückkehr Lychows bei einer Arbeitskompanie außerhalb des Kommandanturbereichs unterzubringen. Die von Winfried bereits vorbereitete Ausführung dieses Plans wird jedoch von dem Wachhabenden Sacht mit vorgehaltenem Gewehr verhindert. Dieser lässt sich nicht von der Autorität eines Oberleutnants der Division beeindrucken, fordert eine von Rittmeister Brettschneider unterschriebene Genehmigung, die Winfried nicht hat. Es kommt zu einer gefährlichen Konfrontation, bei der Lychows Adjutant die Verantwortung übernehmen will, Sacht sich dagegen auf seine Pflicht und das Risiko beruft, wegen Befehlsverweigerung angeklagt zu werden. So muss sich der Oberleutnant dem Gefreiten unterordnen (VI, 5). Danach meldet sich Sacht krank und erhält Heimaturlaub.

### Grischas Bewusstseinsänderung (4.–6. Buch)
In der Zeit seiner Angst vor der Vollstreckung des Todesurteils und der Ungewissheit über die weitere Entwicklung verändert sich Grischas Wesen. Er wirkt gereifter und ist nicht mehr der unbekümmerte Kämpfer. Er kann sich jetzt durch die Todeserfahrung besser in die Situation seiner Gegner versetzen. Auch vertraut er den Deutschen, die ihn gut behandeln, und v. a. Posnanski, der ihn tagsüber als Diener angefordert hat, dass sein Verfahren zu einem guten Ende geführt wird.
Beim „Herrenfest“ der Division Lychow am 4. August (IV, 2) erlauben sich die Offiziere einen derben Scherz mit Grischa, der bei der Bedienung hilft. Sie machen ihn betrunken, tragen ihn als Bacchus verkleidet auf einem Weinfass durch den Park und belustigen sich an seiner für sie unverständlichen russischen Rede, in der ihnen ihre Schuld an der grausamen Behandlung russischer Kriegsgefangener vergibt (IV, 2). Grischa ist über diesen Vorfall deprimiert. Die lange Zeit des Wartens zermürbt ihn, obwohl er nach wie vor der Hilfe Lychows vertraut. Die ihn bei seinen Hilfsarbeiten, z. B. dem Abladen von Waren für die Kantine oder dem Zimmern von Särgen und Türen, beobachtenden Soldaten schätzen allerdings bei ihrer Kenntnis von Schieffenzahns Härte seine Lebenschancen als gering ein (IV, 5). Babkas Planungen (IV, 1) gegenüber ist Grischa skeptisch. Er glaubt nicht, dass eine solche Aktion diesmal gelingt und er in seine Heimat gelangen wird. Beeinflusst wird er in seiner zunehmenden Schicksalsergebenheit von dem jüdischen Tischler Täwje Frum (III ,2) dem er bei seinen Arbeiten hilft. Er fürchtet, dass sein Leben für eine höhere Gewalt bedeutungslos ist.
Grischas Hoffnung auf Rettung sinkt, als der Ortskommandant Lychows Abreise nutzt, um Schieffenzahns Anweisung schnell umzusetzen. Grischa darf das Militärgefängnis nicht mehr für Arbeitseinsätze verlassen und wird ständig vom Gefreiten Sacht überwacht. Jetzt ahnt er (VI, 1), dass seine Hinrichtung bevorsteht und er seine Familie nicht mehr sehen wird. Aber Babka gegenüber verbirgt er diese Gedanken und malt ihr ein Bild vom baldigen Frieden und seinem harmonischen Zusammenleben mit seinen beiden Frauen und Kindern. Aber er sieht im Tod eine Befreiung aus den Zwängen des Lebens und geht, ohne festen christlichen Glauben, von einer Weiterexistenz in irgendeiner Form aus, wie er es aus dem Naturkreislauf kennt. Schon lange vor den Exekutionsvorbereitungen, im gesamten letzten Halbjahr, hat er seine anfängliche Unbekümmertheit verloren und über sein Soldatenleben, die ständigen Gefährdungen, aber auch über seine eigene Attacken nachgedacht, für die er als tapferer „Held“ des Vaterlandes mit dem Georgskreuz ausgezeichnet wurde. Ihm wird bewusst, dass er nicht nur Opfer ist, sondern mit dem Bajonett, dem Gewehr und mit Handgranaten Menschen getötet hat, und er nimmt sein Urteil als Schicksal eines Soldaten an: Den Spruch aus 1. Mose, Kapitel 9, 6 „Wer Menschenblut vergießt, dessen Blut wird durch Menschen vergossen“ hat ihn der jüdische bibelkundige Täwje gelehrt.

### Die Exekution (7. Buch)
Nachdem auch nach Wiederherstellung der Leitungen kein Widerruf des Urteils eintrifft, müssen Winfried und seine Freunde ihre Hoffnung aufgeben. Sie finden etwas Trost in der Arie von Bachs Kantate, „Schäme dich, o Seele, nicht, Deinen Heiland zu bekennen, Soll er seine Braut dich nennen Vor des Vaters Angesicht! Denn wer ihn auf dieser Erden Zu verleugnen sich nicht scheut, Soll von ihm verleugnet werden, Wenn er kommt zur Herrlichkeit!“, die Sophie für die Allerseelenfeier in der Militärkirche singt, und Winfried hat die Zuversicht, „Deutschland würde wieder steigen.“ Zur gleichen Zeit interpretieren Täwje und seine Glaubensbrüder in der Talmud-Schule das Schicksal Grischas in Verbindung mit dem Weltlauf. Für sie ist eindeutig, dass „das Reich übergehen sollte von dem, der Unschuldige tötete, zu dem, der das Recht in sein Gesetz aufgenommen“ (VII, 1): England leite das siebente Zeitalter ein, indem es Jerusalem den Juden zurückgeben wolle.
Grischa findet das Urteil ungerecht, ist aber durch die Gefangenschaft und die fehlende Zukunftsperspektive zermürbt und akzeptiert nach Täwjes Weltbild sein Schicksal. Er sucht sich einen von ihm selbst gezimmerten Sarg aus, teilt seine Henkersmahlzeit mit Babka und Täwje und gräbt sein Grab selbst aus (VII, 2). Brettschneider will die eigenen Wachsoldaten nicht mit der Erschießung belasten und akzeptiert stillschweigend den Vorschlag seines Feldwebels Spierauge, ein bayrisches Kampfbataillon mit der Exekution zu beauftragen. Das Mitleid der deutschen Wachsoldaten begleitet Grischa am Tag der Hinrichtung, der vom Erzähler detailliert wiedergegeben wird:
Während Babka im Lazarett ein Mädchen gebärt, überwacht ein Delegierter des Roten Kreuzes die Abfassung von Grischas Testament, in dem er seinen kleinen Besitz auf seine Frau Marfa und seine Geliebte Babka aufteilt und Täwje, dem Wächter Sacht, Bärbe und Winfried kleine, von ihm gebastelte Andenken schenkt. Um seine Todesangst, das „schwarze Tier“, zu bannen, versucht Grischa die restliche Zeit mit essen, rauchen, rasieren, waschen, ankleiden auszufüllen. Dann wird er von dem Bataillon abgeholt und mit verbundenen Händen durch die Stadt zum Hinrichtungsort, einer Sandgrube, geführt. Der mit Zeltplanen bedeckte Sarg steht bereit. Man nimmt ihm die Oberkleidung ab und verbindet ihm die Augen. Ein Pfarrer „murmelt und priestert.“ „[A]ngesichts dieser letzten grausigen Vorbereitung erst wird Grischa klar, dass er bisher immer noch nicht ganz an die Ernsthaftigkeit des Endgültigen geglaubt hat, dass er immer noch meinte, obwohl er wusste, es ist kein Spaß: es sei doch Spaß. […] Hilflos, ganz verlassen, flattert in den Herzschlägen einer zermalmenden Beklemmung Grischas Blick […] in die Weite [...] da kriecht das schwarze Tier heran. […] Aber sein längst überwältigtes und aus der Gegenwart gewischtes Lebensgefühl wird im Augenblick des Todes aus den Urgründen der Seele her überflammt von der Gewissheit, Teile seines Wesens über die Vernichtung weggerettet zu haben […] und gibt ihm nach der Art des betörten fleischernen Menschen das Gefühl der Fortdauer im Ich [eines Kindes]“. Bertin, der wie auch Posnanski und Winfried dem Anblick der Exekution ausgewichen ist, sieht durch sein Fenster die Rückkehr der Soldatenlieder singenden Truppe: „vier Reiter, gut gepflegt, und sechzehn Mann – einer fehlt. […] Der ganze Verlauf, den er zwischen Hin- und Rückweg hier verwartet, hatte nicht fünfundzwanzig Minuten gedauert […] es ist erledigt, dachte er […] Schluss mit Grischa. Die Maschine kann‘s besser. Zollstarke Räder hat solch ein Befehlsapparat, und läuft er mal, so läuft er. Wie lange noch?“

### Abgesang (7. Buch)
Der Roman schließt mit zwei thematisch verwandten Kapiteln: Im sechsten Kapitel „Auf dem Dienstweg“ spricht von Lychow mit seiner Frau Malwina über die Zeitenwende und das Ende der preußischen adligen Offizierskaste: die Ablösung der die Angriffe auf die feindlichen Stellungen führenden alten preußischen Reiterei durch den Maschinenkrieg. „Diese Sorte Krieg passt zu den Schieffenzahns“ (VII, 6). Im letzten Kapitel „Abgesang“ bremst der Lokomotivführer die Dampfmaschine ab, um den verspätet am Bahnhof ankommenden Gefreiten Sacht einsteigen zu lassen, damit er pünktlich zu seinem Genesungsurlaub bei seiner Familie in Berlin eintrifft. Ein Reserveoberleutnant ist über den Verstoß des Lokomotivführers gegen die Vorschrift verärgert: „Das Pack beginnt sich zu fühlen […] die gelernten Arbeiter, alles, was von Berufs wegen an Maschinen steht!“ Der neben ihm im Offiziersabteil sitzende Oberarzt reflektiert den Gedanken weiter: „Die Leute haben den Finger am Ventil des Krieges. Sie wissen es noch nicht […] Und wenn sie es wissen…“

## Entstehung
Die Idee zu diesem Roman hatte der Autor bereits 1917. Bei seiner Tätigkeit als Schreiber in der Presseabteilung von Ober Ost hatte er von dem Schicksal dieses russischen Soldaten gehört. 1921 schrieb er diese Geschichte als Drama unter dem Titel Das Spiel um den Sergeanten Grischa nieder. Dieses fand jedoch weder einen Verlag, der es druckte, noch ein Theater, das es aufführte. Und so schrieb er dann von 1926 bis 1927 an einer Romanfassung des Stoffes, die von Juni bis September 1927 unter dem Titel Alle gegen Einen in der Frankfurter Zeitung in 82 Teilen abgedruckt wurde. Der gesamte Roman wurde erstmals 1927 im Gustav Kiepenheuer Verlag in Potsdam gedruckt, obwohl in dieser Auflage als Erscheinungsjahr 1928 angegeben ist.

## Wirkung
Der Streit um den Sergeanten Grischa war einer der ersten deutschsprachigen Romane über den Ersten Weltkrieg, die sich kritisch mit diesem auseinandersetzten. Dieser Roman machte den Autor international schlagartig berühmt. In den Jahren bis 1929 verkaufte sich der Roman in Deutschland lediglich 55.000 mal. Durch den von Im Westen nichts Neues ausgelösten Kriegsbuch-Boom stieg die Auflage bis 1933, als Zweig Deutschland verließ und seine Bücher verboten wurden, auf 300.000 Exemplare. Bereits 1928 wurde in New York eine englische Übersetzung herausgegeben. Zwei Jahre später erschien in den USA eine Verfilmung. 1931 erschien eine Übersetzung ins Hebräische, womit Der Streit um den Sergeanten Grischa neben Das Beil von Wandsbek Zweigs einziger Roman ist, der auf Hebräisch veröffentlicht wurde.
In der DDR war der Roman Pflichtlektüre an Schulen.

## Adaptionen

### Verfilmung
Eine erste Verfilmung entstand 1930 in den USA durch Herbert Brenon, eine weitere, diesmal für das Fernsehen, 1968 in der DDR bei der DEFA.

### Hörbuch
- Der Streit um den Sergeanten Grischa, gekürzte Lesung mit Wolfram Berger, 9h, 27 min, MDR FIGARO 2014 / Der Audio Verlag 2015, ISBN 978-3-86231-634-2